# Mörk lyktblomfluga
Mörk lyktblomfluga (Leucozona laternaria) är en tvåvingeart som först beskrevs av Cornelius Herman Muller 1776.  Mörk lyktblomfluga ingår i släktet lyktblomflugor och familjen blomflugor.
Arten är reproducerande i Sverige. Inga underarter finns listade i Catalogue of Life.
Artepitet laternaria i det vetenskapliga namnet är latin och betyder lyktbärare.

## Utseende
Vuxna exemplar är 10 till 12 mm långa. Med undantag av de stora ögonen är ansiktet främst gulaktig. Ofta förekommer en gulbrun till gulsvart strimma mellan ögonen och mer svartaktiga kinder. Vid de svarta känselspröten är det yttersta segmentet inte lika brett som de andra två segmenten. Ryggen av mellankroppen är gråblå, ofta med två centrala längsgående ljusa strimmor. Hanar har på sidan av mellankroppen ett längsgående band med hår. Den svarta bakkroppen har hos honor tydliga ljusa mönster på ovansidan. Hos hanar är teckningarna inte lika tydliga. Vingarna har ett mörkt vingmärke och är annars genomsynliga. Artens extremiteter har svarta och gula avsnitt.

## Utbredning
Mörk lyktblomfluga förekommer i Eurasien fram till Japan.

## Ekologi
Arten föredrar fuktiga ställen vid skogskanter, skogsgläntor, vägar, ängar och insjöar. Flygande exemplar syns i Norden vanligen mellan juni och augusti. De kan vila på den låga växtligheten samt i trädens kronor. Den vuxna mörka lyktblomflugan äter pollen och nektar från flockblommiga växter. I Sverige besöker den gärna skogsolvon. I Finland och Norge observerades den ofta på spansk körvel eller älggräs. Andra växter som besöks är bland annat kirskål, kvanne, hundkäx och spenört. Blomflugans larver äter däremot bladlöss som vanligen tillhör släktet Cavariella. Bladlössen hittas ofta på strätta (Angelica sylvestris).

## Bildgalleri

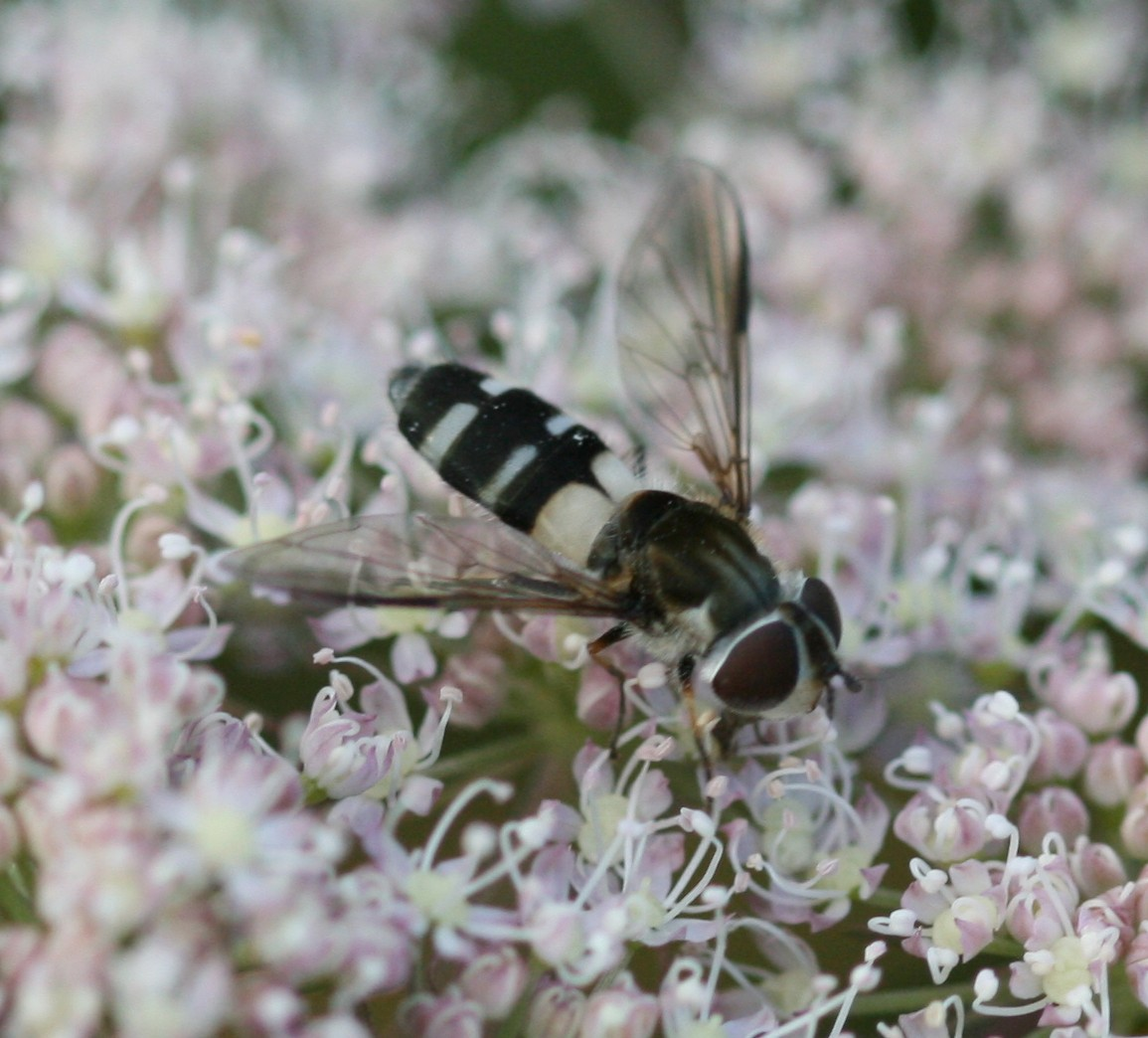
Hona
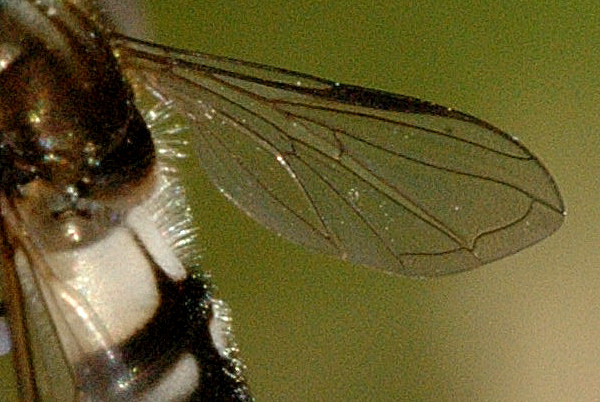
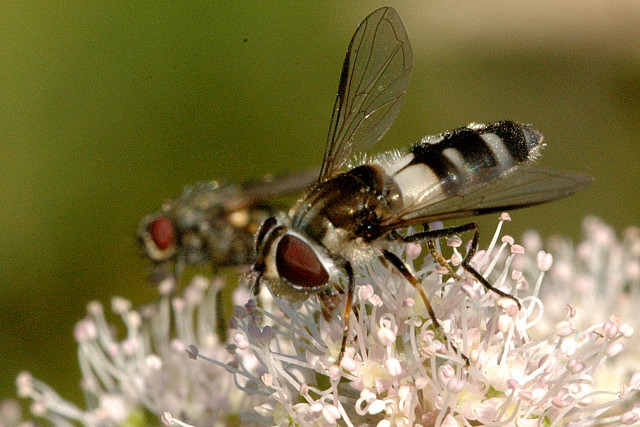